# Tony Battie
Demetrius Antonio Battie (* 11. Februar 1976 in Dallas, Texas) ist ein ehemaliger US-amerikanischer Basketballspieler, der 15 Jahre in der NBA aktiv war.

## Karriere
Battie wurde beim NBA-Draft 1997 an fünfter Stelle durch die Denver Nuggets ausgewählt. Er startete 49 von 65 Spielen und erzielte 8,4 Punkte und 5,4 Rebounds pro Spiel. 1998 folgte der Transfer zu den Boston Celtics, für die er sechs Jahre spielte. In den Jahren 2001–02 und 2002–03 war der startende Center der Celtics.
Nach einer kurzen Station bei den Cavaliers, tradeten diese ihn 2004 für Anderson Varejão und Drew Gooden zu den Magic. Bei den Magic blieb er fünf Jahre, wobei er die Saison 2007–08 aufgrund einer Schulterverletzung vollständig aussetzte. 2009 erreichte er mit den Magic das NBA-Finale, wo man jedoch den Los Angeles Lakers unterlag.
Im gleichen Jahr wurde er mit weiteren Spielern für Vince Carter und Ryan Anderson nach New Jersey zu den Nets transferiert. 2010 unterschrieb er dann einen Vertrag bei den Philadelphia 76ers, wo er auch seine Karriere beendete.
In seiner Karriere brachte es Battie in 837 Spielen auf durchschnittlich 6,1 Punkte, 5,1 Rebounds und 0,9 Blocks.